# 33⅓
33⅓ é um álbum de estúdio do cantor australiano John Farnham. Foi lançado na Austrália em 7 de julho de 2000 e é o primeiro lançamento de estúdio de Farnham em quatro anos. Os  três singles lançados em promoção para o álbum foram "Trying To Live My Life Without You", "Man of The Hour" e "You're The Only One", não chegando às paradas musicais pois eram destinados apenas à divulgação. O álbum estreou no número um nas paradas da ARIA. 33⅓ recebeu o certificado de disco de platina triplo pela ARIA por vender duzentos e dez mil cópias. Uma versão em DVD foi lançada em 27 de setembro de 2000 que continha material bônus, inclusive dos bastidores, entrevistas e um documentário relacionado à produção do álbum.

## Certificações
| País             | Certificação | Vendas certificadas |
| ---------------- | ------------ | ------------------- |
| Austrália (ARIA) | 3x Platina   | 210 000+            |

## Histórico de lançamento
| País          | Data                 |
| ------------- | -------------------- |
| Austrália     | 7 de julho de 2000   |
| Países Baixos | 3 de outubro de 2000 |
| Alemanha      | 9 de outubro de 2000 |